# Aerion AS2
De Aerion AS2 was een gepland supersonisch zakenvliegtuig dat werd ontwikkeld door het Amerikaanse bedrijf Aerion in samenwerking met de Europese vliegtuigfabrikant Airbus. De eerste testvluchten zouden naar verwachting in 2021 plaatsvinden, twee jaar later dan oorspronkelijk gepland. In 2023 moesten de eerste toestellen aan klanten kunnen worden geleverd.
In mei 2021 werd de ontwikkeling van het toestel wegens onvoldoende budget gestaakt.

## Kenmerken
Er werd verwacht dat de AS2 een topsnelheid van mach 1,5 zou gaan bereiken. Een speciale vleugel van koolstofvezels zorgde voor laminaire stroming om de luchtweerstand te verlagen. Dit moest zorgen voor 20% minder brandstofverbruik, waardoor de actieradius toenam.
De cabine was ontworpen voor twaalf passagiers. De fabrikant schatte het marktpotentieel van de AS2 op 600 stuks over een periode van 20 jaar.